# Enoplognatha orientalis
Enoplognatha orientalis là một loài nhện trong họ Theridiidae.
Loài này thuộc chi Enoplognatha. Enoplognatha orientalis được Ehrenfried Schenkel-Haas miêu tả năm 1963.